# Estilo de Vorarlberg

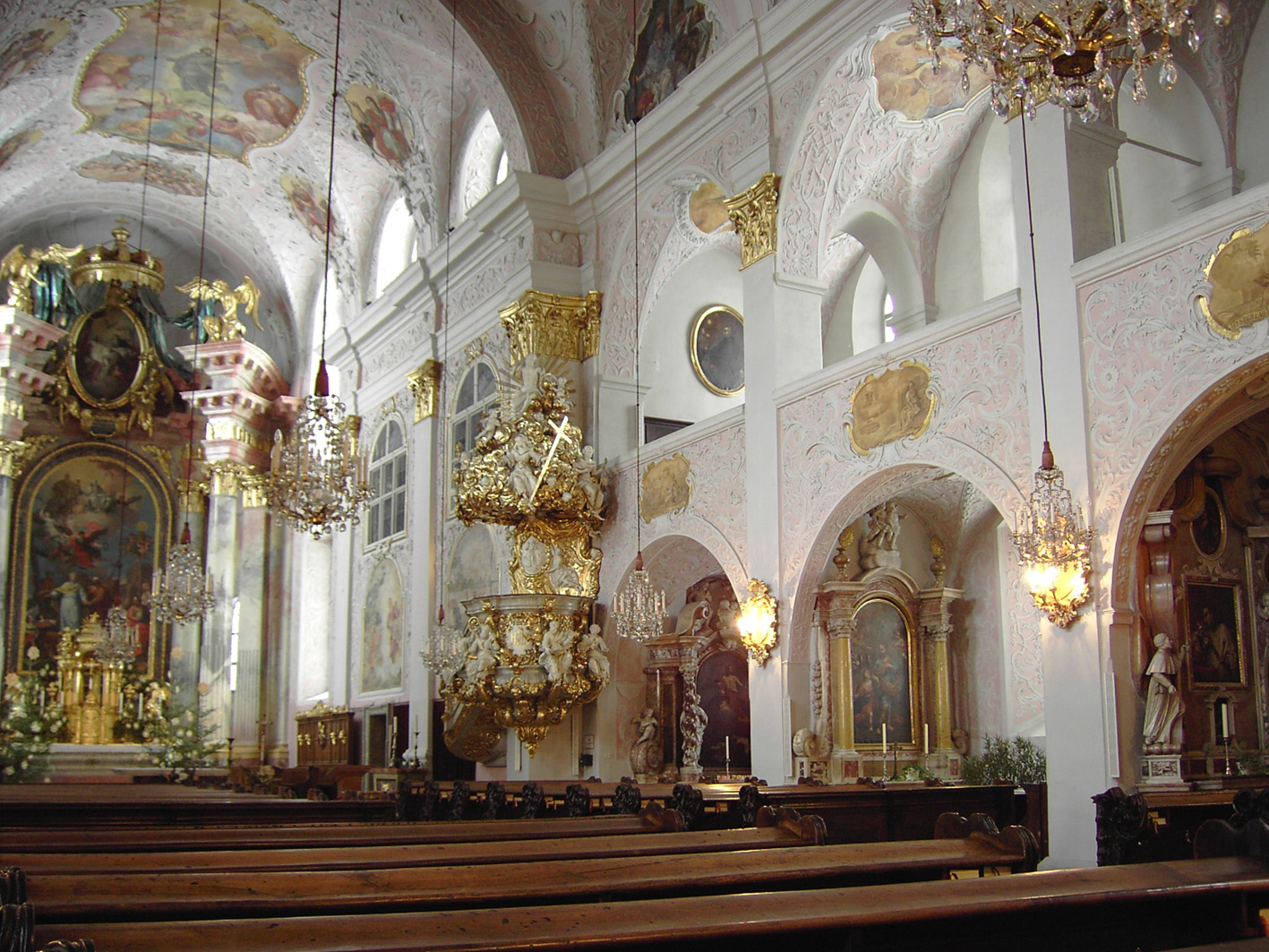
Interior de la Catedral de Klagenfurt

El estilo Vorarlberg es un tipo especial de construcción de iglesias. La arquitectura de este estilo se desarrolló en el Renacimiento y constituye, dentro del barroco, una forma común de construir templos en Italia, Austria y el sur de Alemania.
Se trata de una construcción con una forma especial, cuyo planta presenta, por decirlo así, una mezcla entre una iglesia de una sola nave y una iglesia de varias naves de aproximadamente la misma altura. Realmente sólo cuentan con una nave, aunque la iglesia se amplía lateralmente: las pilastras de la única nave de la iglesia se amplían con un muro que va hasta el muro externo y los espacios creados permiten usarse como capillas.
En estas construcciones no hay, pues, naves laterales, ya que solamente se han creado las capillas, separadas por los muros que enganchan las pilastras con el muro exterior. Las capillas así creadas pueden utilizarse como capillas funerarias o sacramentales. 
Algunos ejemplos de este tipo de Iglesias son la catedral de Klagenfurt o el monasterio de Fürstenfeld.
- Datos: Q1679899